# Limprichtia
Limprichtia là một chi rêu trong họ Amblystegiaceae.